# Szentkláray Jenő
Szentkláray Jenő (Aracs, 1843. január 21. – Temesvár, 1925. október 12.) római katolikus pap, teológiai és filozófiai doktor, régész, irodalom- és műtörténész, az MTA kültagja.

## Életútja
Középiskoláit Nagybecskereken és Szegeden végezte. 1860-tól a temesvári katolikus papnevelő intézetben folytatott teológiai tanulmányokat. 1866-ban a budapesti egyetemen teológiai, 1875-ben bölcsészdoktori címet is szerzett. 1866-ban szentelték pappá, a következő évben magyarosította nevét. Előbb Stájerlak-Aninán volt káplán, majd 1868-tól Nagykikindán az elemi iskola igazgatója és a reáliskola magyar nyelv- és irodalom, 1869-től Temesváron a főgimnáziumban a bölcselet és a latin nyelv tanára, a város magyarosodó művelődési életének tevékeny résztvevője.
1871-ben Ormós Zsigmond főispánnal együtt megalapítója és első titkára a Délmagyarországi Történelmi és Régészeti Társulatnak, 1871–74 között Ortvay Tivadarral szerkesztője a Csanád megye hajdana és jelene címmel kiadott történeti adattár-sorozatnak. 1872-ben a törökbecseiek, ahol gyermekéveit töltötte, meghívták a plébánia élére. Ebben az időben munkatársa, majd 1879–80-ban főszerkesztője a nagybecskereki Torontál c. lapnak, amelybe a délvidéki magyarosító kormánypolitikát támogató cikkek sorát írta. 1883-tól a budapesti egyetemen a Magyarország legújabb kori története tárgykör magántanára. 1893-ban csanádi székeskáptalani kanonoknak, 1917-ben a csanádi székeskáptalan nagyprépostjának nevezték ki.

## Tudományos munkássága
Kezdetben a szépirodalom vonzotta, majd bölcseleti tanulmányt írt a tér és idő filozófiájáról, de igazi munkaterévé a történettudomány és a műtörténet vált. Főképp a történelmi Magyarország déli vármegyéinek múltját tárta fel: levéltári kutatásokat végzett a budapesti, a bécsi és a karlócai állami és egyházi levéltárakban, régészeti ásatásokat vezetett, s egymás után jelentette meg forrásértékű munkáit. A pozitivista történelemszemlélet alapján állva műveiben tekintélyes mennyiségű dokumentumanyagot vonultatott fel, így nélkülözhetetlen forrásmunkák a Bánság és a Bácska múltját kutatók számára. Tanulmányait a Magyar Történelmi Tár, Századok, Archeológiai Értesítő, a Délmagyarországi Történelmi és Régészeti Múzeum-társulat Értesítője, a Szépirodalmi és Szépműtani Közlemények, a Katholikus szemle közölte, kisebb cikkei a Budapesti Hírlap, Délmagyarországi Közlöny, Temesvári Hírlap hasábjain is megjelentek.
Az MTA (1882) és a Magyar Heraldikai és Genealógiai Társulat (1883), a szerb Királyi Tudós Társaság kültagja (1885), az újvidéki Matica Srpska tagja (1910). 1903-ban egyik alapítója és 1909-ig elnöke, majd tiszteletbeli elnöke volt a temesvári Arany János Társaságnak, szerkesztője időszaki kiadványsorozatának, a Szépirodalmi és Szépműtani Közleményeknek, valamint Szabolcska Mihállyal karöltve az Arany János Társaság Könyvei c. sorozatnak. Tagja volt a Szent István Akadémiának, 1916-tól díszpolgára szülőfalujának, Aracsnak.
Az első világháború után a Temesváron indult Egyházi Szemle munkatársa; tervet dolgozott ki a Bánság műkincseinek összegyűjtésére és megőrzésére; megírta II. Lipót magyar király leányának, Mária Annának az életét.

## Művei
- Észrevételek Temesvár physionomiájának magyarításához történelmi és régészeti alapon (Temesvár, 1872);
- Emlékkönyv (Budapest, 1873);
- A tér és idő phylosophiája (Budapest, 1875);
- Torontáli őstelepek a Tisza mentén (Temesvár, 1877);
- Nagy-Becskerek tereinek és utcáinak magyarosítása. Vonások a vidék és a város történetéből (Nagybecskerek 1879);
- Száz év Délmagyarország újabb történetéből, 1779-től napjainkig (Temesvár,  1882);
- A dunai hajóhadak története (Budapest, 1885);
- Gróf Niczky Kristóf életrajza (Pozsony, 1885);
- A becskereki vár (Pozsony, 1886);
- Magyarország története (Pozsony, 1889–92);
- Úti képek a művelt nyugatról (Pozsony, 1890);
- Oláhok költöztetése Dél-Magyarországon a múlt században (Pozsony, 1891);
- A társadalom nemzeti feladatai Délmagyarországon (Temesvár, 1897);
- Nagy nők a történelemben (Temesvár, 1897);
- A csanádi egyházmegyei plébániák története. I. (Temesvár, 1898);
- Krassó vármegye őshajdana (Temesvár, 1900);
- Brocky Károly festőművész élete (Temesvár, 1907);
- A szerb monostoregyházak történeti emlékei Dél-Magyarországon (Budapest,  1908);
- Merczy kormányzata a Temesi Bánságban (Budapest, 1909);
- Humborg festőművész élete és művei (Budapest, 1909);
- Temes vármegye története – Temesvár története (Budapest, 1911. Magyarország vármegyéi és városai);
- Debreczeni Bárány Ágoston élete és munkái (Budapest, 1914);
- Újabb részletek a délmagyarországi török hódoltság történetéből (Budapest,  1917);
- Ortvay Tivadar emlékezete (Budapest, 1922).

Fordításában jelent meg J. Balmes Levelek egy kétkedőhöz c. munkája (Szeged, 1863) és Cicero beszéde Manlius törvényjavaslata mellett (Temesvár, 1870).